# Villa Geber

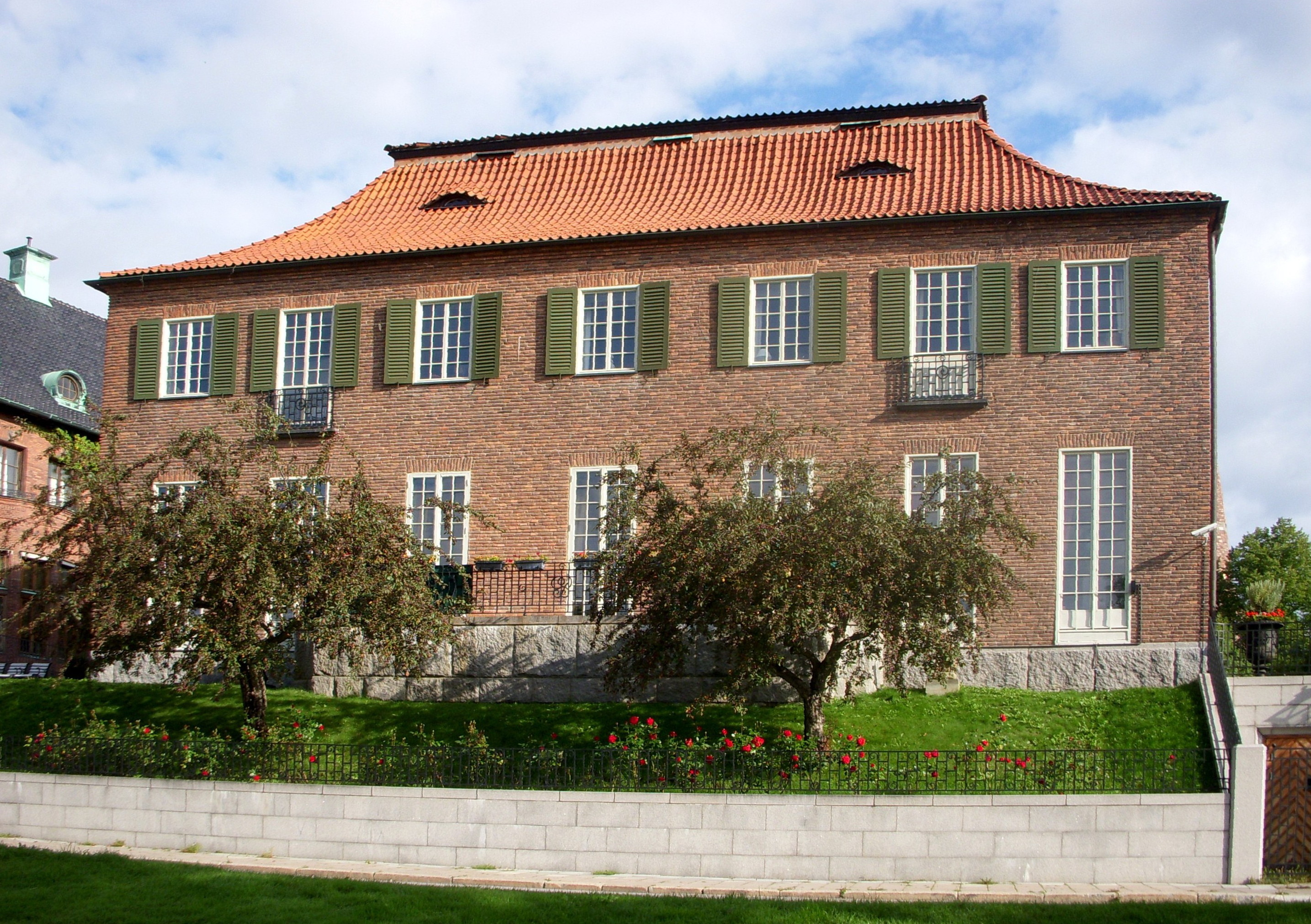
Villa Geber i augusti 2008.

Villa Geber, eller Villa Dagmar, är en fastighet vid Laboratoriegatan 6  (även Nobelgatan 5), inom kvarteret Diplomaten 2 i Diplomatstaden, Stockholm, ritad av arkitekten Ragnar Östberg och uppfördes 1911–1913 av byggfirman Hesselman & Bergström för bankiren Philip Geber. Fastigheten är blåmärkt av Stadsmuseet i Stockholm vilket betyder "att bebyggelsen bedöms ha synnerligen höga kulturhistoriska värden".

## Ägare

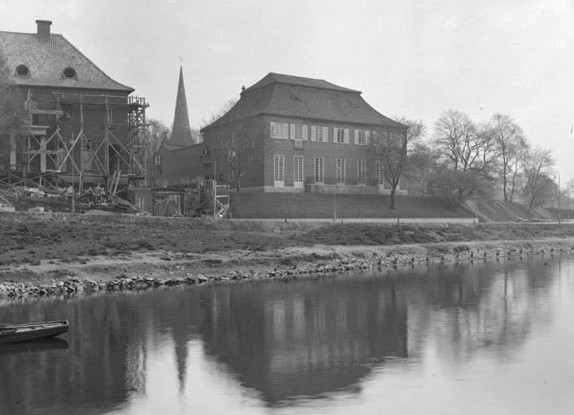
Villa Geber omkring 1914.

Villan övertogs på 1920-talet av generalkonsul Karl Bergsten (1869–1953) med hustru Dagmar, född Weinberg, och efter hans död av hans dotter Elisabeth med maken Sune Malmström. Efter makens frånfälle 1961 bodde Elisabeth kvar till sin död 1998. I Villa Dagmar, som huset döptes till efter Karl Bergstens hustru, fanns under denna tid en imponerande konstsamling, med verk av bland andra Sergel, Tizian, Rubens och Velázquez. Malmströms tre barn Dagmar, Sune och Björn grundade Hotel Diplomat. Efter Elisabeth Malmströms bortgång förvärvades villan 1999 för 35 000 000 kronor av Claës Wachtmeister, som två år senare sålde den vidare för 69 860 000 kronor till Salvatore Grimaldi.

## Utformning

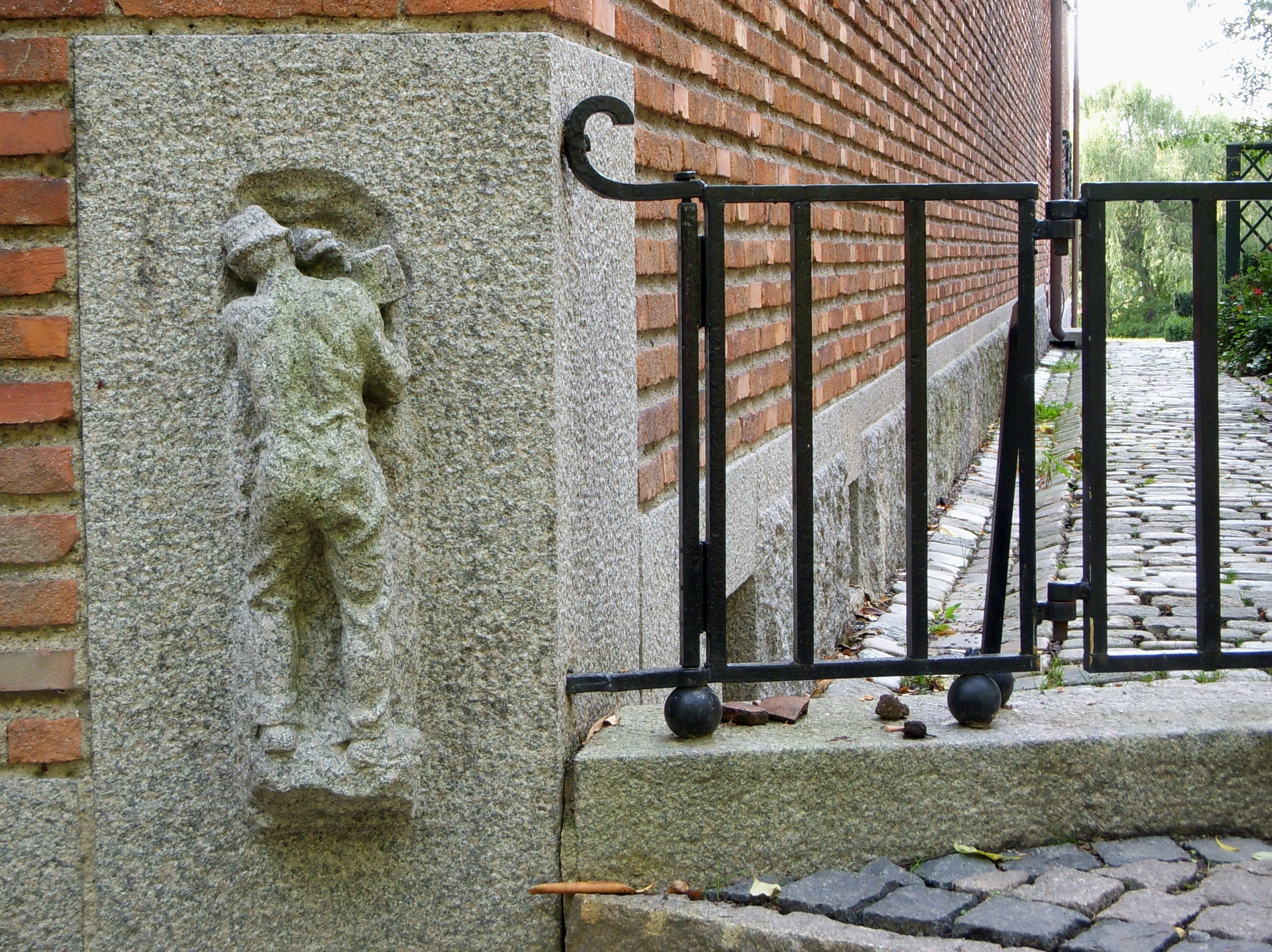
Stenhuggarens ”hälsning” på sockeln.

Villan uppvisar många likheter med Stockholms stadshus, vars bygge pågick samtidigt. Inspiration finns från venezianska privatpalats och italienska stadsgårdar med medeltidstraditioner. Huvudbyggnaden har en herrgårdsliknande 1600-talsinspirerad form, med brutet, valmat tak och svängda takfall. Fasadmaterialet är av rött tegel med halva normalhöjden, som murats med släta stötfogar och breda liggfogar. Arkitekten har i villan prövat en mängd uppslag som han sedan nyttjar i Stadshuset.
Mot norr är byggnaden ganska sluten. Mot söder och sjösidan öppnar sig flera stora sällskapsrum, med höga, spröjsade franska fönster. Från norr når man via en port en stenlagd innergård, en taklös miniatyr av Blå hallen med en altan och mönstrat marmorgolv, som på tre sidor kantas av arkader, och först därefter når man husets huvudentré. Mitt på gården placerade Östberg en brunn som smyckats med figurer utförda av skulptören Carl Milles, vilken även medverkat i formgivningen av de imponerande badrummen på övervåningen.
Villans planritning är exceptionell, då hela husets östra sida är snedskuren, och i en än snedare vinkel mot byggnadens centralaxel står en av gårdssidorna. Till följd av de snedställda ytterväggarna blir även de inre förskjutna, i kök och serveringsrum markant men i några övriga rum endast så lätt att en viss spänning uppstår. Östbergs sofistikerade lek med villans perspektivistiska förskjutningar och dess fascinerande återverkningar på rumsbildningen påverkade bland andra arkitekterna Gunnar Morssing och Gunnar Asplund.
I sin byggnadsbeskrivning skrev Ragnar Östberg:
”I det man går under portiken, utmed gårdens långsida, för att komma till ingångsdörren, ser man mellan granitkolonnerna gårdsbrunnen med figurer av Carl Milles i Ekebergssten.”
Stenhuggaren lämnade sin personliga ”hälsning” i form av en liten relief i granitsockeln vid byggnadens nordvästra hörn.